# Kagetomo Kawata
Pour les articles homonymes, voir Kawata.
 (juillet 2019).
Kagetomo Kawata (河田 景与, Kawata Kagetomo) est un homme politique japonais né le 24 novembre 1828 (en l'an 11 de l'ère Bunsei) et décédé le 12 octobre 1897 (en l'an 30 de l'ère Meiji). Après la période troublée du Bakumatsu, il servit grandement à la restauration de Meiji en devenant le premier gouverneur de la préfecture de Tottori, puis entra ensuite au Genrōin et à la Chambre des pairs.

## Biographie

### Jeunesse
Fils de Yusuke Kawata, Kagetomo naît en 1828 près du domaine de Tottori. Il a un frère cadet du nom de Keifuku. Depuis des générations, la famille Kawata sert le puissant clan Tokugawa près de Fushimi, ce qui permet à Kagetomo de s'initier dès son plus jeune âge à l'art du kenjutsu sous les ordres du maître épéiste Oishi Susumu, et se révèle suffisamment doué pour maîtriser l'Oishishinkage-ryū (大石神影流, littéralement « l'école de l'ombre divine »), style dérivé de l'Ittō-ryū. En 1851, son père décède et Kagetomo entre alors directement au service des Tokugawa. Il commence alors à s'intéresser de très près à la philosophie sonnō jōi et en devient même une des figures de proue.

### Rôle à la fin de la période Edo
À partir de 1863, en plus de servir les Tokugawa il s'engage auprès de Katsura Kogorō (plus tard connu sous le nom de Kido Takayoshi) du domaine de Chōshū et son adhésion aux idées du Sonnō jōi n'en est qu'amplifiée. Il se rapproche dans le même temps d'Ikeda Yoshinori du domaine Mito, cinquième fils de Tokugawa Nariaki et principal précepteur de cette philosophie à laquelle adhérera plus tard son père. Le 8 août 1863, les partisans du Sonnō jōi se regroupent à Kyoto sous l'égide de Maki Yasuomi, qui, à la suite de l'incident de Namamugi, tendent à radicalement changer le modèle politique du pays, la pression occidentale se faisant de plus en plus pressante. Ils élaborent même un plan visant à mettre fin au kōbu gattai en remettant au premier plan l'empereur Kōmei et en boutant les étrangers hors du pays, mais la fraction radicale du groupe portée par Sanjō Sanetomi est en minorité.
L'empereur Kōmei, plus proche des idéaux du Sonnō jōi et voyant son influence grandir alors que le shogunat est en plein déclin, s'entoure d'Ishin Shishi comme Takasaki Masakaze du Domaine Chōshū et Ōkubo Toshimichi du Domaine de Satsuma (qui ne s'est retourné que récemment contre le shogunat). Ils planifient avec l'aide de Kuni Asashiko un coup d'état qui aura lieu le 30 septembre, marquant le déplacement de la capitale politique à Kyoto et un renforcement de la position de l'empereur.
Kawata se retrouve au cœur du conflit dans la région de Tottori et s'implique fortement au côté des impérialistes. Une frange plus conservatrice du Sonnō jōi, représentée par Kurobe Gonnosuke (bras droit d'Ikeda Yoshinori), émet des réserves quant au recours à la violence et met en garde contre les dangers d'une politique extrémiste. La nuit précédant le 29 septembre, Kawata est mis au courant d'un plan visant à éliminer Gonnosuke. 21 personnes, dont trois faisant partie du même clan que Gonnosuke (Takuma Hanroku, Ōta Gonemon et Sazen Mototatsu) s'introduisent dans le temple Hongoku et attaquent Gonnosuke ainsi que trois autres personnes (évènement connu sous le nom d'incident du temple Hongoku). Trois sont tués, un se fait seppuku. Une fois les derniers réfractaires éliminés et le pouvoir revenant à Kyoto, la région se stabilise un court instant.
Cependant, la situation vient à empirer gravement à la suite de la rébellion des portes Hamaguri en 1864, lorsque le domaine de Chōshū en est tenu pour responsable et subit les représailles du shogunat. Si la première intervention des forces shogunales se termine sans effusion de sang puisque les responsables de l'attaque sur le palais impérial sont remis au shogunat en compensation, la deuxième expédition de Chōshū aboutit à une cinglante défaite des forces shogunales qui font face à une armée menée par Ōmura Masujirō. Le domaine d'Hamada est capturé, forçant Kawata et ses camarades à fuir vers Chōshū. Kawata rejoint ensuite le domaine de Tosa, où, s'alliant au pionnier Sakamoto Ryōma, il planifie la démolition de la république d'Ezo.

### Implication pendant la Guerre de Boshin
En 1867, l'empereur Meiji prend la place de Kōmei qui meurt subitement en début d'année, la période de la restauration de Meiji commence alors. Le domaine de Chōshū est pardonné de ses crimes et exactions et envoie ses troupes aux côtés de celles de l'empereur, qui se mettent en marche vers Edo. Kawata rentre dans sa région natale de Tottori. Un an plus tard éclate la Guerre de Boshin : une première armée dirigée par Iwakura Tomosada et Itagaki Taisuke se dirige vers le Tōsandō, regroupant des soldats venant de Tottori ainsi que des paysans s'étant engagés dans l'armée (les « Yamaguni », formant une unité à part provenant de l'actuel Ukyō-ku). Kawata sert alors en tant que capitaine dans l'armée.
Trois mois après la chute d'Edo, le champ de bataille se stabilise au nord du Kantō. Kawata est chargé du commandement de trois petites unités détachées en urgence lors de la bataille du château d'Utsunomiya. Il s'y fait particulièrement remarqué, inspirant brillamment ses hommes en se confrontant directement à l'épée aux hommes du shogun sur le terrain. Il progresse ainsi dans les rangs de l'armée jusqu'à devenir l'un des subordonnés majeurs, proche des principaux dirigeants et guidant les forces impériales lors de la bataille d'Aizu. À la fin de la guerre, il est accordé 450 koku (environ 81 tonnes de riz) au domaine de Tottori en rétribution du rôle qu'il a tenu.

### Après la restauration de Meiji
L'année 1868 marque officiellement le début de l'ère Meiji, entraînant la fin de la domination seigneuriale et de facto une recentralisation du pouvoir autour d'un gouvernement impérial fort. Un an plus tard est mis en place une administration militaire propre, qui servira de préambule au ministère de la guerre qui verra le jour en 1872, directement responsable devant l'empereur. Les réformes s'enchaînent les années suivantes, avec entre autres l'arrivée du système de préfectures, la restauration du Daijō-kan comme plus haut organe de l'État ou la création d'un ministère des affaires populaires. Le point de rupture avec le modèle féodal est atteint en juillet 1871 avec l'abolition du système Han, enterrant définitivement le pouvoir des daimyos. En novembre de cette même année, Kawata est fait gouverneur de la toute nouvelle préfecture de Tottori grâce à son habileté démontrée lors de la guerre de Boshin. Il entre également au Genrōin dès son instauration en 1878.
Du fait de son expérience en tant que bretteur, il devient dirigeant du service de sécurité de l'empereur en 1883, entrant ainsi au ministère de la Maison Impériale (devenu par la suite l'Agence Impériale). Il est fait vicomte en 1887, intégrant par la même occasion la haute noblesse (le kazoku) lui permettant de terminer son parcours politique en entrant à la chambre des pairs en 1890.
Kawata meurt le 12 octobre 1897 à l'âge de 68 ans. Il est d'abord enterré près de l'hôpital Baisō de Minato, avant que sa dépouille ne soit déplacée au cimetière de Tama de Fuchū.

## Famille
- Fils adoptif : Kawata Kagenobu (Capitaine d'infanterie, quatrième fils d'Hinami Tsunenori)[3].
- Fille : Honda Nobue (Femme d'Honda Sanefusa)[3].